# Хеорот
Хеорот (др.-англ. hart, в буквальном переводе «Олень») — пиршественный зал короля данов Хродгара, в котором происходит действие англосаксонского эпоса «Беовульф». Именно в этот зал, построенный Хродгаром, приходит чудовище по имени Грендель, чтобы убивать данов; в Хеороте герой-гёт Беовульф побеждает Гренделя, а потом и его мать, пришедшую отомстить за сына. Чертог был сожжён хадобардами во время распри Хродгара с их королём Ингельдом, его зятем.
Хеорот упоминается и ещё в одной англосаксонской поэме, «Видсид». Обычно считается, что это то же место, что и Хлейдр, упомянутый в ряде северогерманских эпических произведений и располагавшийся в районе современной деревни Лейре на острове Зеландия. Хеорот выполняет функцию королевской резиденции и пиршественного зала для королевской дружины. Его название могло быть связано с оленьими рогами как украшением или с тем, что олень считался у многих германских племён символом королевской власти.
Джон Толкин ставил Хеорот в один ряд с Камелотом по богатству связанных с ним исторических и мифологических аллюзий. Хеорот стал прообразом Медусельда — золотого зала короля Рохана Теодена. Ларри Нивен, Джерри Пурнелл и Стивен Барнс в 1987 году опубликовали совместно написанный фантастический роман «Наследие Хеорота».